# Lukundamila cookei
Lukundamila cookei is een hooiwagen uit de familie Assamiidae.